# Walker (1987)
Walker ist ein US-amerikanischer Abenteuerfilm von Alex Cox aus dem Jahr 1987.

## Handlung
Der Abenteurer William Walker lebt in der Mitte des 19. Jahrhunderts und betätigt sich als Arzt, Jurist und Journalist. Auf eigene Faust führt Walker mit einer Handvoll Gefolgsleuten einen Kleinkrieg gegen Mexiko. 
Vermögende Sponsoren – darunter Cornelius Vanderbilt – beauftragen den Abenteuer schließlich mit der Organisation eines Staatsstreiches in Nicaragua, wovon sie sich bessere Geschäftsmöglichkeiten versprechen. Das Unternehmen gelingt. Mit einer Gruppe weiterer Invasoren übernimmt er die Macht im Lande und wird dort Präsident.
Nach zwei Jahren kommt es zu Aufständen der Bevölkerung, die Söldner Walkers geraten in die Defensive. Die Truppe flieht in eine als Stützpunkt genutzte Kirche. In einer Rede an seine Leute erklärt Walker, dass seiner Ansicht nach die Vereinigten Staaten sich niemals aus Nicaragua zurückziehen und stets das Land beherrschen würden. Als Walkers Söldner die Kirche verlassen, landet auf dem Platz vor der Kirche ein Hubschrauber, aus dem US Marines mit automatischen Sturmgewehren stürmen. Ein US-Beamter verkündet, dass er den Auftrag habe, US-Bürger zu evakuieren. Er nimmt einige mit, die in den Hubschrauber drängenden Einheimischen werden erschossen.
Der Beamte fragt Walker, ob er ein Bürger der USA sei. Walker antwortet, er sei der Präsident Nicaraguas, woraufhin er zurückgelassen wird. In der letzten Szene wird er standrechtlich erschossen.

## Kritiken
Roger Ebert schrieb in der Chicago Sun-Times vom 4. Dezember 1987, der Film kündige gleich in der Titelsequenz mit offenen Wunden im Hintergrund an, dass er schlecht sei. Ebert spottete, der gute Darsteller Ed Harris benötige wegen der Beteiligung an diesem „Zerrbild“ einen neuen Agenten. Der Kritiker rätselte, warum nach dem Ende der Kämpfe Menschen gezeigt würden, die zeitgenössische Zeitschriften wie Newsweek lesen.
Rita Kempley schrieb in der Washington Post vom 4. Dezember 1987, der Film sei „katastrophal anachronistisch“. Die Absicht des Regisseurs und des Drehbuchautors sei eine Metapher gewesen, die die Politik von Ronald Reagan gegenüber Nicaragua anprangere.

## Auszeichnungen
Alex Cox wurde 1988 für den Goldenen Bären nominiert.

## Hintergrund
Der Film wurde an verschiedenen Orten in Nicaragua gedreht. Er wurde im Februar 1988 auf den Internationalen Filmfestspielen Berlin vorgeführt. Seine Produktionskosten betrugen schätzungsweise 5,8 Millionen US-Dollar; der Film spielte in den Kinos der USA ca. 257 Tsd. US-Dollar ein.